# Nisia langlei
Nisia langlei är en insektsart som först beskrevs av Frederick Arthur Godfrey Muir 1921.  Nisia langlei ingår i släktet Nisia och familjen Meenoplidae. Inga underarter finns listade i Catalogue of Life.